# アリソン・スカグリオッティ
アリソン・スカグリオッティ（Allison Scagliotti, 1990年9月21日 - ）は、アメリカ合衆国カリフォルニア州出身の女優である。

## 出演作品

### テレビ
- ウェアハウス13 〜秘密の倉庫 事件ファイル〜（クローディア・ドノバン）
- ボーンズ　-骨は語る-
- PERSON of INTEREST 犯罪予知ユニット
- ヤング・スーパーマン
- メンタル：癒しのカルテ
- CSI:科学捜査班
- One Tree Hill
- ER XIII 緊急救命室 #6（ジョシー・ウェラー）

### 映画
- 私の日記はベストセラー